# Turkije op de Paralympische Winterspelen 2014
Turkije was een van de landen die deelnam aan de Paralympische Winterspelen 2014 in Sotsji, Rusland.

## Deelnemers en resultaten
(m) = mannen, (v) = vrouwen 

### Alpineskiën
| Paralympiër           | Onderdeel                 | Resultaat | Prestatie |
| --------------------- | ------------------------- | --------- | --------- |
| Hilmi Esat Bayindirli | Reuzenslalom, zittend (m) | 18e       | 3:00.04   |
| Mehmet Cekic          | Slalom, staand (m)        | 35e       | 2:34.42   |
| Mehmet Cekic          | Reuzenslalom, staand (m)  | 28e       | 3:09.73   |